# Церква Різдва Пресвятої Богородиці (Веселівка)
Церква Різдва Пресвятої Богородиці у Веселівці — парафія і храм 2-го Кременецького благочиння Тернопільської єпархії Православної церкви України в селі Веселівка Кременецький району Тернопільської области.

## Історія церкви
Перший камінь під будівництво храму Різдва Пресвятої Богородиці освятив 27 березня 1991 року священник Микола Дем'янчук. Будівельні роботи проводилися за пожертви парафіян села Веселівка та навколишніх сіл.
Відкриття та освячення храму відбулося 1 листопада 1992 року. У церемонії брали участь архієпископ Тернопільський і Кременецький Яків, благочинний Зіновій та священники з інших парафій.

## Парохи
- о. Микола Дем'янчук,
- о. С. Галевич (1992—1994),
- о. Василь Мороз (з 1994).